# Synegia esther
Synegia esther là một loài bướm đêm trong họ Geometridae.